# Synstrophius blanci
Synstrophius blanci är en spindelart som först beskrevs av Cândido Firmino de Mello-Leitão 1917. 
Synstrophius blanci ingår i släktet Synstrophius och familjen krabbspindlar. Inga underarter finns listade i Catalogue of Life.